# Hermanas Mirabal
Hermanas Mirabal és una provincia de la República Dominicana. Va ser separada de la província Espaillat el 1952 sent anomenada inicialment Salcedo, el nom de la seva ciutat capital. El canvi de nom es va fer el 21 de novembre de 2007 commemorant les Germanes Mirabal, que van lluitar contra el dictador Rafael Trujillo. Les germanes Mirabal eren de Salcedo i va ser enterrades allà després del seu assassinat. La província és molt fèrtil i el seu producte agrícola principal és el plàtan de cuinar.
La província està dividida en els següents municipis i districtes des de 20 de juny de 2006:
- Salcedo, districte municipal: Jamao Afuera
- Tenares, districte municipal: Blanco
- Vila Tapia

Llista dels municipis amb la seva població el 2012:
| Nom             | Població total | Població urbana | Població rural |
| --------------- | -------------- | --------------- | -------------- |
| Salcedo         | 62.643         | 34.080          | 28.563         |
| Tenares         | 30.110         | 19.926          | 10.184         |
| Vila Tapia      | 30.021         | 14.521          | 15.500         |
| Total província | 121.887        | 67.640          | 54.247         |